# NGC 1182
NGC 1182 = NGC 1205 ist eine Spiralgalaxie vom Hubble-Typ Sa im Sternbild Eridanus am Südsternhimmel. Sie ist schätzungsweise 148 Millionen Lichtjahre von der Milchstraße entfernt und hat einen Durchmesser von etwa 40.000 Lichtjahren.

Im selben Himmelsareal befinden sich unter anderem die Galaxien NGC 1185, NGC 1208, NGC 1214, IC 1880.
Das Objekt wurde im Jahr 1886 von Ormond Stone entdeckt.